# Draconarius adligansus
Draconarius adligansus là một loài nhện trong họ Amaurobiidae.
Loài này thuộc chi Draconarius. Draconarius adligansus được miêu tả năm 1998 bởi Peng & Chang-Min Yin.